# Major League Soccer 2001
La temporada 2001 de la Major League Soccer (MLS) fue la 6ª edición realizada de la primera división del fútbol en los Estados Unidos. 
Debido a los Atentados del 11 de septiembre de 2001, los partidos restantes de la temporada regular fueron cancelados y dando así por terminada dicha instancia en la MLS, y se definió automáticamente los clasificados a los playoffs y el ganador del Supporters' Shield. San Jose Earthquakes fueron los campeones de ese año por primera vez en su historia luego de vencer en la final a Los Angeles Galaxy por 2-1.

## Tabla de posiciones

### Conferencia Este
| Pos. | Equipos                | PJ | G  | E | P  | GF | GC | Dif. | Pts. |
| ---- | ---------------------- | -- | -- | - | -- | -- | -- | ---- | ---- |
| 1    | Miami Fusion           | 26 | 16 | 5 | 5  | 57 | 36 | 21   | 53   |
| 2    | MetroStars             | 26 | 13 | 3 | 10 | 38 | 35 | 3    | 42   |
| 3    | New England Revolution | 27 | 7  | 6 | 14 | 35 | 52 | -17  | 27   |
| 4    | D.C. United            | 26 | 8  | 2 | 16 | 42 | 50 | -8   | 26   |

     Clasifica a los playoffs. 

### División Central
| Pos. | Equipos          | PJ | G  | E | P  | GF | GC | Dif. | Pts. |
| ---- | ---------------- | -- | -- | - | -- | -- | -- | ---- | ---- |
| 1    | Chicago Fire     | 27 | 16 | 5 | 6  | 50 | 30 | 20   | 53   |
| 2    | Columbus Crew    | 26 | 13 | 6 | 7  | 49 | 36 | 13   | 45   |
| 3    | Dallas Burn      | 26 | 10 | 5 | 11 | 48 | 47 | 1    | 35   |
| 4    | Tampa Bay Mutiny | 27 | 4  | 2 | 21 | 32 | 68 | -36  | 14   |

     Clasifica a los playoffs. 

### Conferencia Oeste
| Pos. | Equipos              | PJ | G  | E | P  | GF | GC | Dif. | Pts. |
| ---- | -------------------- | -- | -- | - | -- | -- | -- | ---- | ---- |
| 1    | Los Angeles Galaxy   | 26 | 14 | 5 | 7  | 52 | 36 | 16   | 47   |
| 2    | San Jose Earthquakes | 26 | 13 | 6 | 7  | 47 | 29 | 18   | 45   |
| 3    | Kansas City Wizards  | 27 | 11 | 3 | 13 | 33 | 53 | -20  | 36   |
| 4    | Colorado Rapids      | 26 | 5  | 8 | 13 | 36 | 47 | -11  | 23   |

     Clasifica a los playoffs.

### Tabla General
| Pos. | Equipos                | PJ | G  | E | P  | GF | GC | Dif. | Pts. |
| ---- | ---------------------- | -- | -- | - | -- | -- | -- | ---- | ---- |
| 1    | Miami Fusion           | 26 | 16 | 5 | 5  | 57 | 36 | 21   | 53   |
| 2    | Chicago Fire           | 27 | 16 | 5 | 6  | 50 | 30 | 20   | 53   |
| 3    | Los Angeles Galaxy     | 26 | 14 | 5 | 7  | 52 | 36 | 16   | 47   |
| 4    | San Jose Earthquakes   | 26 | 13 | 6 | 7  | 47 | 29 | 18   | 45   |
| 5    | Columbus Crew          | 26 | 13 | 6 | 7  | 49 | 36 | 13   | 45   |
| 6    | MetroStars             | 26 | 13 | 3 | 10 | 38 | 35 | 3    | 42   |
| 7    | Kansas City Wizards    | 27 | 11 | 3 | 13 | 33 | 53 | -20  | 36   |
| 8    | Dallas Burn            | 26 | 10 | 5 | 11 | 48 | 47 | 1    | 35   |
| 9    | New England Revolution | 27 | 7  | 6 | 14 | 35 | 52 | -17  | 27   |
| 10   | D.C. United            | 26 | 8  | 2 | 16 | 42 | 50 | -8   | 26   |
| 11   | Colorado Rapids        | 26 | 5  | 8 | 13 | 36 | 47 | -11  | 23   |
| 12   | Tampa Bay Mutiny       | 27 | 4  | 2 | 21 | 32 | 68 | -36  | 14   |

     MLS Supporters' Shield, Play-offs

     Play-offs

## Postemporada
|  | Semifinales | Semifinales          | Semifinales | Semifinales          | Semifinales |   |   | Finales de Conferencia | Finales de Conferencia | Finales de Conferencia | Finales de Conferencia | Finales de Conferencia |  |   | MLS Cup            | MLS Cup | MLS Cup | MLS Cup | MLS Cup |  |
|  |             |                      |             |                      |             |   |   |                        |                        |                        |                        |                        |  |   |                    |         |         |         |         |  |
|  |             |                      |             |                      |             |   |   |                        |                        |                        |                        |                        |  |   |                    |         |         |         |         |  |
|  | 2           | Chicago Fire         | 2           | 1                    | 2           |   |   |                        |                        |                        |                        |                        |  |   |                    |         |         |         |         |  |
|  | 2           | Chicago Fire         | 2           | 1                    | 2           |   |   |                        |                        |                        |                        |                        |  |   |                    |         |         |         |         |  |
|  | 7           | Dallas Burn          | 0           | 1                    | 0           |   |   |                        |                        |                        |                        |                        |  |   |                    |         |         |         |         |  |
|  | 7           | Dallas Burn          | 0           | 1                    | 0           |   | 2 | Chicago Fire           | 1                      | 0                      | 1                      |                        |  |   |                    |         |         |         |         |  |
|  |             |                      |             |                      |             |   | 2 | Chicago Fire           | 1                      | 0                      | 1                      |                        |  |   |                    |         |         |         |         |  |
|  |             |                      | 3           | Los Angeles Galaxy   | 1           | 1 | 2 |                        |                        |                        |                        |                        |  |   |                    |         |         |         |         |  |
|  | 3           | Los Angeles Galaxy   | 3           | Los Angeles Galaxy   | 1           | 1 | 2 | 1                      | 1                      | 3                      |                        |                        |  |   |                    |         |         |         |         |  |
|  | 3           | Los Angeles Galaxy   |             |                      |             |   |   |                        |                        | 3                      |                        |                        |  |   |                    |         |         |         |         |  |
|  | 6           | MetroStars           | 1           | 4                    | 2           |   |   |                        |                        |                        |                        |                        |  |   |                    |         |         |         |         |  |
|  | 6           | MetroStars           | 1           | 4                    | 2           |   |   |                        |                        |                        |                        |                        |  | 3 | Los Angeles Galaxy | -       | -       | 1       |         |  |
|  |             |                      |             |                      |             |   |   |                        |                        |                        |                        |                        |  | 3 | Los Angeles Galaxy | -       | -       | 1       |         |  |
|  |             |                      | 5           | San Jose Earthquakes | -           | - | 2 |                        |                        |                        |                        |                        |  |   |                    |         |         |         |         |  |
|  | 1           | Miami Fusion         | 5           | San Jose Earthquakes | -           | - | 2 | 2                      | 0                      | 2                      |                        |                        |  |   |                    |         |         |         |         |  |
|  | 1           | Miami Fusion         |             |                      |             |   |   |                        |                        | 2                      |                        |                        |  |   |                    |         |         |         |         |  |
|  | 8           | Kansas City Wizards  | 0           | 3                    | 1           |   |   |                        |                        |                        |                        |                        |  |   |                    |         |         |         |         |  |
|  | 8           | Kansas City Wizards  | 0           | 3                    | 1           |   | 1 | Miami Fusion           | 1                      | 0                      | 0                      |                        |  |   |                    |         |         |         |         |  |
|  |             |                      |             |                      |             |   | 1 | Miami Fusion           | 1                      | 0                      | 0                      |                        |  |   |                    |         |         |         |         |  |
|  |             |                      | 5           | San Jose Earthquakes | 0           | 4 | 1 |                        |                        |                        |                        |                        |  |   |                    |         |         |         |         |  |
|  | 4           | Columbus Crew        | 5           | San Jose Earthquakes | 0           | 4 | 1 | 1                      | 0                      | -                      |                        |                        |  |   |                    |         |         |         |         |  |
|  | 4           | Columbus Crew        |             |                      |             |   |   |                        |                        | -                      |                        |                        |  |   |                    |         |         |         |         |  |
|  | 5           | San Jose Earthquakes | 3           | 3                    | -           |   |   |                        |                        |                        |                        |                        |  |   |                    |         |         |         |         |  |
|  | 5           | San Jose Earthquakes | 3           | 3                    | -           |   |   |                        |                        |                        |                        |                        |  |   |                    |         |         |         |         |  |
|  |             |                      |             |                      |             |   |   |                        |                        |                        |                        |                        |  |   |                    |         |         |         |         |  |

### MLS Cup 2001
| 21 de octubre de 2001 | Los Angeles Galaxy | 1:2 (1:1) | San Jose Earthquakes            | Columbus Crew Stadium, Columbus, Ohio                   |                                                         |
|                       | Hernández 21'      |           | Donovan 43' · De Rosario 120+4' | Asistencia: 21.626 espectadores Árbitro(s): Kevin Stott | Asistencia: 21.626 espectadores Árbitro(s): Kevin Stott |

|                                         |
|                                         |
| Campeón San Jose Earthquakes 1.° título |

## Goleadores
| Jugador               | Equipo               | Goles |
| --------------------- | -------------------- | ----- |
| Álex Pineda Chacón    | Miami Fusion         | 19    |
| Diego Serna           | Miami Fusion         | 15    |
| John Spencer          | Colorado Rapids      | 14    |
| Abdul Thompson Conteh | D.C. United          | 14    |
| Ronald Cerritos       | San Jose Earthquakes | 11    |
| Ariel Graziani        | Dallas Burn          | 11    |
| Jeff Cunningham       | Columbus Crew        | 10    |
| Eric Wynalda          | Chicago Fire         | 10    |
| Mamadou Diallo        | Tampa Bay Mutiny     | 9     |
| Jaime Moreno          | D.C. United          | 9     |

## Premios y reconocimientos

### Jugador del mes
| Mes    | Futbolista         | Equipo        |
| ------ | ------------------ | ------------- |
| Abril  | Alex Pineda Chacón | Miami Fusion  |
| Mayo   | Clint Mathis       | MetroStars    |
| Junio  | Diego Serna        | Miami Fusion  |
| Julio  | Hristo Stoitchkov  | Chicago Fire  |
| Agosto | Brian Maisonneuve  | Columbus Crew |

### Equipo ideal de la temporada
| Pos. | Futbolista            | Equipo               |
| ---- | --------------------- | -------------------- |
| POR  | Tim Howard            | MetroStars           |
| DEF  | Jeff Agoos            | San Jose Earthquakes |
| DEF  | Carlos Llamosa        | Miami Fusion         |
| DEF  | Pablo Mastroeni       | Miami Fusion         |
| DEF  | Greg Vanney           | Los Angeles Galaxy   |
| MED  | Chris Armas           | Chicago Fire         |
| MED  | Piotr Nowak           | Chicago Fire         |
| MED  | Predrag Radosavljević | Miami Fusion         |
| DEL  | Alex Pineda Chacón    | Miami Fusion         |
| DEL  | Diego Serna           | Miami Fusion         |
| DEL  | John Spencer          | Colorado Rapids      |

### Reconocimientos individuales
| Premio                  | Ganador            | Equipo               |
| ----------------------- | ------------------ | -------------------- |
| Jugador Más Valioso     | Álex Pineda Chacón | Miami Fusion         |
| Bota de Oro             | Álex Pineda Chacón | Miami Fusion         |
| Entrenador del año      | Frank Yallop       | San Jose Earthquakes |
| Portero del año         | Tim Howard         | MetroStars           |
| Defensa del año         | Jeff Agoos         | San Jose Earthquakes |
| Novato del año          | Rodrigo Faria      | MetroStars           |
| Gol del año             | Clint Mathis       | MetroStars           |
| Espírirtu de superación | Troy Dayak         | San Jose Earthquakes |
| Fair Play               | Álex Pineda Chacón | Miami Fusion         |
| Humanitario del año     | Tim Howard         | MetroStars           |
| Árbitro del año         | Paul Tamberino     | Paul Tamberino       |